# Щастя (новела)
«Ща́стя» (фр. Le Bonheur) — новела французького письменника Гі де Мопассана, видана в 1884 році. Сюжет твору розповідає про аристократку Сюзанну де Сірмон, яка проміняла заможне світське життя на життя із коханим простолюдином.

## Історія
Гі де Мопассан вперше опублікував цю новелу в газеті «Le Gaulois» 16 березня 1884 року. Пізніше вона увійшла до збірки «Казки дня і ночі». Український переклад твору належить перу Максима Рильського. В його перекладі новела побачила світ у видавництві «Дніпро» двічі: у восьмитомному зібранні творів Гі де Мопассана (1969—1972) і двотомному виданні вибраних творів письменника (1990).

## Сюжет
У світському товаристві, що відпочиває на Французькій Рив'єрі, виникла суперечка — чи існує на світі вічне кохання? В цю мит із морської імли виринають обриси далекої Корсики. Це видовище змушує одного з гостей почати свою оповідь.
Йому довелося мандрувати Корсикою декілька тижнів. За цей час він добрався до найглибших районів цього дикого і незасвоєного людьми острова. В одній з гірських ущелин він знайшов халупу, куди і попросився на нічліг. Господар хижі виявився 82-річним глухим стариганом. А його жінка за вимовою була не тутешньою. Із розмови з господинею хати оповідач дізнався, що вона Сюзанна де Сірмон — французька аристократка, що п'ятдесят років тому втекла від батьків із закоханим у неї гусаром. Її кохання до солдата також було щирим, тому вона оселилась із простолюдином у цій глушині і жодного разу не пожалкувала. Автор дивується, яким сильним має бути кохання, щоби компенсувати витонченій жінці відсутність світського товариства й елементарних зручностей.